# Diego Tristán
Diego Tristán Herrera (ur. 5 stycznia 1976 w Sewilli) – hiszpański piłkarz grający na pozycji napastnika.
W swoim dorobku ma mistrzostwo Hiszpanii, Puchar Hiszpanii oraz Superpuchar Hiszpanii. Jest byłym zawodnikiem Realu Betis i Deportivo La Coruña. Był powoływany do reprezentacji Hiszpanii, z którą doszedł do ćwierćfinału Mistrzostw Świata w 2002 roku. W sezonie 2001/2002 został królem strzelców hiszpańskiej Primera División, a z Deportivo sięgnął po mistrzostwo kraju. Jego forma strzelecka nie trwała długo. W sezonie 2002/2003 został zmiennikiem Roya Makaaya. Przestał być powoływany do reprezentacji Hiszpanii. Na swoim koncie ma występy w Lidze Mistrzów oraz Pucharze UEFA. Diego Tristan nigdy już nie odzyskał formy z sezonu 2000/2001. Gdy skończył mu się kontrakt z Deportivo, przeszedł za darmo do RCD Mallorca. W lipcu 2007 przeszedł do Livorno, a w październiku 2008 został zawodnikiem angielskiego West Ham United. W sezonie 2008/2009 w drużynie tej rozegrał 14 ligowych spotkań, zaś później nie zaproponowano mu podpisania nowego kontraktu.